# Temporada 1998 del Campeonato de España de Rally
La temporada 1998 fue la edición 42.ª del Campeonato de España de Rally. Comenzó el 13 de marzo en el Rally El Corte Inglés y finalizó el 15 de noviembre en el Rally de Madrid. El calendario contaba con trece pruebas de las cuales cuatro, puntuaban para el Campeonato de Europa de Rally y una para el Campeonato del Mundo de Rally. El Rally Rías Baixas se suspendió durante su celebración. El Rally Sierra Morena se celebró como preinscripción para el campeonato.

## Calendario
| #  | Fecha                        | Rally                                  | Series |
| -- | ---------------------------- | -------------------------------------- | ------ |
| 1  | 13-14 de marzo               | 22.º Rallye El Corte Inglés            | ERC    |
| 2  | 20-21 de marzo               | 16.º Rallye Villa de Adeje Tenerife    | ERC    |
| 3  | 19-22 de abril               | 34.º Rally Cataluña-Costa Brava        | WRC    |
| 4  | 22-24 de mayo                | 20.º Rally Caja Cantabria              |        |
| 5  | 5-7 de junio                 | 22.º Rallye Villa de Llanes            |        |
| 6  | 19-20 de junio               | 31.er Rallye de Ourense                |        |
| 7  | 3-5 de julio                 | 22.º Rallye de Avilés                  |        |
| 8  | 24-26 de julio               | 34.º Rally Rías Baixas                 |        |
| 9  | 25-26 de septiembre          | 35.º Rallye Príncipe de Asturias       | ERC    |
| 10 | 17-18 de octubre             | 16.º Rallye Internacional de La Coruña | ERC    |
| 11 | 30 de octubre-1 de noviembre | 4.º Rallye Salou-Costa Daurada         |        |
| 12 | 13-15 de noviembre           | 20.º Rallye San Froilán                |        |
| 13 | 27-28 de noviembre           | 15.º Rally de Madrid                   |        |

## Equipos

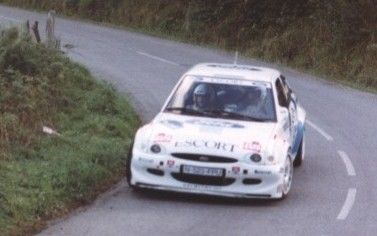
Pese a disputar casi todas las pruebas de ese año, Daniel Alonso solo pudo terminar dos logrando un tercer puesto en Avilés como mejor resultado. En la imagen, durante el rally Príncipe de Asturias.

| Equipo                  | Vehículo                | Piloto              | Copiloto            | Rondas            |
| Equipos oficiales       | Equipos oficiales       | Equipos oficiales   | Equipos oficiales   | Equipos oficiales |
| ----------------------- | ----------------------- | ------------------- | ------------------- | ----------------- |
| Citroën Hispania        | Citroën ZX Kit Car      | Jesús Puras         | Carlos del Barrio   | 1-2               |
| Citroën Hispania        | Citroën Xsara Kit Car   | Jesús Puras         | Carlos del Barrio   | 3-9, 13           |
| Renault Sport España    | Renault Mégane Maxi     | Luis Climent        | José Antonio Muñoz  | 1, 4-9, 12-13     |
| Renault Sport España    | Renault Mégane Maxi     | Luis Climent        | Álex Romaní         | 3, 10             |
| Renault Sport España    | Renault Mégane Maxi     | Luis Monzón         | José Carlos Déniz   | 1-2, 13           |
| Peugeot Sport España    | Peugeot 306 Maxi        | Manuel Muniente     | Joan Ibáñez Sotos   | 1-3               |
| Peugeot Sport España    | Peugeot 306 Maxi        | Manuel Muniente     | José Vicente Medina | 4-11, 12          |
| Peugeot Sport España    | Peugeot 106 Maxi        | Ignacio Sanfilippo  | Eduardo Incera      | 1-11              |
| Concesionarios Peugeot  | Peugeot 306 GTI         | Jordi Griñó         | Guifré Pujol        | 12-13             |
| Red Ford de Canarias    | Ford Escort RS Cosworth | Santiago Concepción | Queralt Díaz        | 1-2               |
| Red Ford de Canarias    | Ford Escort RS Cosworth | Santiago Concepción | Jesús Aragón        | 4-6, 9            |
| Red Ford de Canarias    | Ford Escort RS Cosworth | Santiago Concepción | Guifré Pujol        | 11                |
| Red Ford de Canarias    | Ford Escort RS Cosworth | Santiago Concepción | Urbano Alonso       | 13                |
| Equipos privados        |                         |                     |                     |                   |
| Escudería Ourense       | Citroën ZX 16V          | Sergio Vallejo      | José Ramón Seoane   | 2-3               |
| Escudería Ourense       | Citroën Saxo Kit Car    | Sergio Vallejo      | José Ramón Seoane   | 2-3               |
| Escudería Ourense       | Diego Vallejo           | Sergio Vallejo      | 4-10, 12-13         |                   |
| ?                       | Javier Azcona           | Inma Vittorini      | 1-5, 7-13           |                   |
| A.D. Desguaces La Torre | Peugeot 106 Rallye      | Leonardo Sabán      | Ezequiel Nazábal    | 2-4, 6-7, 9, 11   |
| A.D. Desguaces La Torre | Peugeot 106 Rallye      | Leonardo Sabán      | Miguel Gómez Elez   | 12                |
| A.D. Desguaces La Torre | Peugeot 106 Rallye      | Leonardo Sabán      | Pilar Barceló       | 13                |
| Gamace MC Competición   | Peugeot 106 Rallye      | Jordi Griñó         | Samira Lanaya       | 1, 4, 6, 9, 11    |

## Resultados

### Campeonato de pilotos
En las pruebas Islas Canarias, Villa de Adeje, Cataluña, Príncipe de Asturias y La Coruña solo se reflejan los resultados relativos al campeonato de España.
| Pos. | Piloto              | COI | ADE | CAT | CAJ | LLA | OUR | AVI | RBX | PDA | COR | SAL | FRO | MAD | Puntos |
| ---- | ------------------- | --- | --- | --- | --- | --- | --- | --- | --- | --- | --- | --- | --- | --- | ------ |
| 1.   | Jesús Puras         | 2   | 1   | Ret | 1   | 1   | 1   | 1   | -   | 1   |     |     |     | 1   | 1320   |
| 2.   | Luis Climent        | 3   |     | Ret | 3   | 2   | 3   | 2   | -   | 2   | 2   |     | 1   | 2   | 1026   |
| 3.   | Javier Azcona       | 7   | 6   | 18  | 4   | 4   |     | 4   | -   | Ret | 3   | 7   | 2   | 6   | 877    |
| 4.   | Manuel Muniente     | 5   | 3   | Ret | 2   | 3   | 2   | Ret | -   | EXC | 1   | 1   |     | 4   | 832    |
| 5.   | Sergio Vallejo      |     | 9   | 22  | 5   | 6   | 4   | 5   | -   | 3   | 4   |     | 3   | 5   | 814    |
| 6.   | Santiago Concepción | 8   | 8   |     | 6   | 8   | 6   |     | -   | Ret |     | 11  |     | 7   | 564    |
| 7.   | Ignacio Sanfilippo  | Ret | 7   | Ret | Ret | 5   | Ret | 6   | -   | 4   | Ret | 4   |     |     | 496    |
| 8.   | Jordi Griñó         | 10  |     |     | Ret |     | 11  |     | -   | 9   |     | 13  | 14  | Ret | 452    |
| 9.   | Leonardo Sabán      | 11  |     |     | 7   |     | Ret |     | -   | 12  |     | Ret | 13  | 11  | 380    |
| 10.  | Luis Monzón         | 4   | 2   |     |     |     |     |     | -   |     |     |     |     | 3   | 338    |

### Campeonato de marcas
| Pos. | Marca   | Puntos |
| ---- | ------- | ------ |
| 1.   | Citroën | 3759   |
| 2.   | Peugeot | 3190   |
| 3.   | Renault | 1809   |
| 4.   | SEAT    | 680    |
| 5.   | Ford    | 464    |

### Campeonato de copilotos
| Pos. | Piloto              | Puntos |
| ---- | ------------------- | ------ |
| 1.   | Carlos del Barrio   | 1320   |
| 2.   | José Antonio Muñoz  | 1026   |
| 3.   | Inma Vittorini      | 877    |
| 4.   | Diego Vallejo       | 810    |
| 5.   | José Vicente Medina | 708    |
| 6.   | Eduardo Incera      | 496    |
| 7.   | Samira Lanaya       | 452    |
| 8.   | José Carlos Déniz   | 338    |
| 9.   | Ezequiel Nazabal    | 320    |
| 10.  | Felipe Alonso       | 318    |

### Grupo N
| Pos. | Piloto              | Puntos |
| ---- | ------------------- | ------ |
| 1.   | Santiago Concepción | 1120   |
| 2.   | Jordi Griñó         | 822    |
| 3.   | Leonardo Sabán      | 720    |
| 4.   | Roberto Solís       | 611    |
| 5.   | Antonio Garrido     | 480    |

### Desafío Peugeot
| Pos. | Piloto             | Puntos |
| ---- | ------------------ | ------ |
| 1.   | Jordi Griñó        | 956    |
| 2.   | Leonardo Sabán     | 784    |
| 3.   | Roberto Solís      | 700    |
| 4.   | Jonathan de Miguel | 572    |
| 5.   | Aitor Zubillaga    | 550    |
| 6.   | Amador Vidal       | 456    |
| 7.   | Enrique García     | 452    |
| 8.   | Francisco Roig     | 378    |
| 9.   | Rafael Peñalva     | 336    |
| 10.  | Emilio Segura      | 320    |

### Desafío Peugeot júnior
| Pos. | Piloto             |
| ---- | ------------------ |
| 1.   | Jonathan de Miguel |

### Trofeo Citroën de rallyes
| Pos. | Piloto           | Puntos |
| ---- | ---------------- | ------ |
| 1.   | Joan Vinyes      | 390    |
| 2.   | Ignacio Arrarte  | 367    |
| 3.   | Arturo Rial      | 231    |
| 4.   | Metodio Ferradas | 216    |
| 5.   | Roberto Blach    | 186    |

### Copa Ibiza 16V
| Pos. | Piloto             | Puntos |
| ---- | ------------------ | ------ |
| 1.   | Félix García Pérez | 73     |
| 2.   | Manuel Caro        | 63     |
| 3.   | Pedro Cordero      | 47     |
| 4.   | Alfonso Loza       | 46     |
| 5.   | Francisco Puertas  | 37     |
| 6.   | Félix Álvarez      | 20     |
| 7.   | Daniel Loza        | 19     |
| 8.   | Antonio J. Rivero  | 16     |
| 9.   | Javier Peñalva     | 16     |
| 10.  | Miguel Diego       | 16     |